# Promerisus
Promerisus is een geslacht van vliesvleugeligen uit de familie Pteromalidae. De wetenschappelijke naam van dit geslacht is voor het eerst geldig gepubliceerd in 1910 door Kieffer.

## Soorten
Het geslacht Promerisus omvat de volgende soorten:
- Promerisus flavipes Kieffer, 1910
- Promerisus gallicola Kieffer, 1910
- Promerisus lycii Kieffer, 1910
- Promerisus maculipennis Kieffer, 1910